# Torymus fastuosus
Torymus fastuosus är en stekelart som beskrevs av Karl Henrik Boheman 1834. Torymus fastuosus ingår i släktet Torymus och familjen gallglanssteklar. Arten är reproducerande i Sverige. Inga underarter finns listade i Catalogue of Life.